# Fuente Obejuna
Fuente Obejuna ist eine Gemeinde mit 4.346 Einwohnern (Stand: 2024) in der Provinz Córdoba in Andalusien. Sie liegt in der Comarca Valle del Guadiato.

## Geographie
Die Gemeinde grenzt an Azuaga, Belmez, Los Blázquez, Espiel, Granja de Torrehermosa, La Granjuela, Hornachuelos, Peñarroya-Pueblonuevo, Peraleda del Zaucejo und Villanueva del Rey.

## Geschichte
Im Jahr 1476 war der Ort Schauplatz eines blutigen Aufstands der Bürger gegen ihren Feudalherrn, der in Lope de Vegas Meisterwerk Fuente Ovejuna inszeniert wurde.

## Sehenswürdigkeiten
- Kirche Nuestra Señora del Castillo